# Uniwersytet Tesalii
Uniwersytet Tesalii (gr. Πανεπιστήμιο Θεσσαλίας) – grecka publiczna uczelnia wyższa.
Administracja uczelni znajduje się w Wolos, jej obiekty zlokalizowane są również w Larisie, Karditsy, Trikali i Lamii. Uniwersytet został założony w 1984 roku, wraz z Uniwersytetem Egejskim i Uniwersytetem Jońskim, na mocy dekretu prezydenckiego 83/1984. Początkowo składał się z pęciu wydziałów:
- Wydział Rolnictwa, Produkcji Roślinnej i Hodowli Zwierząt
- Wydział Edukacji Fizycznej i Nauk o Sporcie
- Wydział Edukacji Podstawowej
- Wydział Edukacji Przedszkolnej
- Wydział Planowania i Rozwoju Regionalnego

## Struktura organizacyjna
W ramach uczelni działają następujące jednostki naukowo-dydaktyczne:
- Szkoła Inżynierii
  - Wydział Architektury
  - Wydział Inżynierii Lądowej
  - Wydział Inżynierii Elektrycznej i Komputerowej
  - Wydział Inżynierii Mechanicznej
  - Wydział Planowania i Rozwoju Regionalnego

- Szkoła Nauk Humanistycznych i Społecznych

- - Wydział Kultury, Mediów Kreatywnych i Przemysłu
  - Wydział Edukacji Wczesnoszkolnej
  - Wydział Historii, Archeologii i Antropologii Społecznej
  - Wydział Języków i Studiów Międzykulturowych
  - Wydział Edukacji Specjalnej
  - Wydział Szkolnictwa Podstawowego

- Szkoła Wychowania Fizycznego, Nauk o Sporcie i Dietetyki
  - Wydział Żywienia i Dietetyki
  - Wydział Wychowania Fizycznego i Nauk o Sporcie
  - Szkoła Nauk o Zdrowiu
  - Wydział Biochemii i Biotechnologii
  - Wydział Pielęgniarstwa
  - Wydział Fizjoterapii
  - Wydział Zdrowia Publicznego i One Health
  - Wydział Lekarski
  - Wydział Medycyny Weterynaryjnej

- Szkoła Ekonomii i Administracji Biznesu
  - Wydział Rachunkowości i Finansów
  - Wydział Administracji Biznesu
  - Wydział Ekonomii
  - Szkoła Technologiczna
  - Wydział Systemów Energetycznych
  - Wydział Nauk o Środowisku
  - Wydział Leśnictwa, Nauki o Drewnie i Projektowania
  - Wydział Systemów Cyfrowych

- Szkoła Nauk Rolniczych
  - Wydział Rolnictwa, Produkcji Roślinnej i Środowiska Wiejskiego
  - Wydział Agrotechnologii
  - Wydział Nauk o Zwierzętach
  - Wydział Nauk o Żywności i Żywieniu
  - Wydział Ichtiologii i Środowiska Wodnego
- Szkoła Nauk Ścisłych
  - Wydział Informatyki i Informatyki Biomedycznej
  - Wydział Informatyki i Telekomunikacji
  - Wydział Matematyki
  - Wydział Fizyki